# Tűzfácán
A tűzfácán vagy tüzeshátú fácán (Lophura ignita) a madarak osztályának tyúkalakúak (Galliformes) rendjébe és a fácánfélék (Phasianidae) családjába tartozó faj.

## Előfordulása
Brunei, Indonézia, Malajzia Mianmar és Thaiföld területén honos.

## Alfajai
- Vieillot-tűzhátú fácán (Lophura ignita ignita)
- nagy borneói tűzhátú fácán (Lophura ignita nobilis)
- kis borneói tűzhátú fácán (Lophura ignita rufa)
- Delecur-tűzhátú fácán (Lophura ignita macartneyi)

## Megjelenése
A testhossza 65-67 centiméter. A fején lévő bőrfüggelék kobaltkék, a hátán lévő tollak liláskékek. Farktollai sárgák. Ezeknek az élénk színeknek a párzás idején van igazán jelentősége. A hímek díszesebb tollat viselnek, mint a tojók.
Bár a kakasok egyévesen már kiszínesednek csak háromévesen válnak ivaréretté.

## Életmódja
Mint a fácánok általában poligám faj. Magányosan vagy kisebb csoportban kutat élelem után az erdők aljnövényzetében.
Főleg növények magvai, gyümölcsök és apró állatok szerepelnek étlapján.

## Szaporodása
Fészekalja 4-8 tojásból áll, melyen 24 napig kotlik.